# Oleg Jurjewitsch Atkow
Oleg Jurjewitsch Atkow (russisch Олег Юрьевич Атьков; * 9. Mai 1949 in Chworostjanka, Oblast Kuibyschew) ist ein ehemaliger sowjetischer Kosmonaut. Er arbeitet auf dem Gebiet der Raumfahrtmedizin.

## Leben
Nachdem Atkow 1973 das 1. Medizinische Institut Iwan M. Setschenow in Moskau absolviert hatte, promovierte er dort 1978 zum Doktor der Medizin an der Akademie der Medizinischen Wissenschaften im Fachbereich Kardiologie.
Bereits 1977 in das sowjetische Raumfahrtprogramm aufgenommen, wurde Atkow am 9. März 1983 von der Staatlichen Zwischenbehördlichen Kommission als Kosmonaut ausgewählt. Seine Grundausbildung absolvierte er zwischen Juni und September 1983. Atkow flog als Forschungskosmonaut der dritten Stammbesatzung Saljut 7 EO-3 zu Saljut 7 in der Funktion eines Bordarztes.
Nach seinem Raumflug war Oleg Jurjewitsch Atkow beim Institut für Klinische Kardiologie (seit 1991 als Professor) beschäftigt. 1989 wurde er zum Stellvertretenden Direktor der Abteilung Space Life Science an der International Space University (ISU) Strasbourg am Strasbourg Central Campus in Illkirch-Graffenstaden ernannt; diese Position hatte er bis 1996 inne. Ab 2000 arbeitete er als Spezialist für Telemedizin bei der Europäischen Kommission.
Er ist korrespondierendes Mitglied der Russischen Akademie der Wissenschaften. 2011 wurde er zum Mitglied der Academia Europaea gewählt. Er ist Held der Sowjetunion, Träger des Leninordens und erhielt den Staatspreis der UdSSR sowie die goldene Ziolkowski-Medaille der Akademie der Wissenschaften der UdSSR. Er ist Ehrenbürger mehrerer Städte.
Atkow ist verheiratet und hat ein Kind.